# 班仁乡
班仁乡，是中华人民共和国贵州省黔南布依族苗族自治州罗甸县一个已撤销的乡级行政区，2014年2月14日，贵州省人民政府批复同意罗甸县行政区划调整，撤销班仁乡，将其所辖行政区域划归凤亭乡。